# Protocolul de la Amasya
Protocolul de la Amasya a fost o întelegere semnată pe 22 octombrie 1919 la Amasya, Turcia, între guvernul otoman din Constantinopol și Mișcarea Națională Turcă cu obiectivul declarat al păstrării independenței și unității naționale prin eforturi comune. Protocolul poate fi considerat drept recunoașterea de către guvernul otoman a legitimității Mișcării Naționale Turce, ale cărei forțe deveneua tot mai puternice în Anatolia.
Delegația Reprezentanților (Heyeti Temsiliye) formată din Mustafa Kemal Pașa, Rauf Orbay și Bekir Sami Kunduh,  împutreniciți prin rezoluțiile Congresului de la Sivas, s-au întâlnit cu ministrul otoman al marinei, Hulusi Salih Pasha, reperezentantul guvernului condus de Ali Rıza Pașa, au semnat protocolul în orașul în care fusese emisă circulara care este considerată primul document oficial al Războiului de Independență al Turciei.

## Vedeți și
- Circulara Amasya
- Congresul de la Erzurum
- Congresul de la Sivas